# Григорий Перадзе
Григорий (на полски: Grzegorz Peradze) със светското име Григол Перадзе (на грузински გრიგოლ რომანოზის ძე ფერაძე, на руски Григорий Романович Перадзе; църковнославянски Преподобномъченик Григорий Перадзе) е грузински духовник, монах и православен мъченик. По-голямата част от своята духовническа и научна дейност реализира в Германия и Полша, където пребивава по покана на митрополита на Варшава и на цяла Полша Дионисий (Валедински); преподавател в Православния богословски факултет на Варшавския университет през 1933 – 1939 г., специалист в областта на патрологията и историята на грузинското монашество, полиглот.

## Младежки години и образование
Роден е 13 септември 1899 в село Бакурцихе, Сигнахски уезд, Тифлиска губерния в семейството на православния свещеник Романоз Перадзе и Мария Самадалашвили като второ дете в семейството. Според други източници, които Ярослав Чаркевич смята за по-малко достоверни, родният му град е бил Тбилиси. Романоз Перадзе, бащата на Григорий, е свещеник в църквата „Св. Георги“ в Бакурцихе, където също кръщава сина си, като му дава име в чест на грузинския монах Григорий. Отец Романоз Перадзе умира, когато бъдещият светец е на шест години. Вдовицата му се премества в Тбилиси, заедно с Григорий и братята му. Нейният брат Романоза, който също е православен свещеник, ѝ помага да отгледа синовете си.
През 1913 завършва училище в Тбилиси, след което постъпва в духовната семинария в същия град. По време на обучението си, вероятно под влияние на ректора на семинарията, Корнели Самосонидзе-Кекелидзе, започва да се интересува литургия, грузинска литература и история на християнството в Грузия. През 1918 завършва семинарията като най-добрия абсолвент. Плановете му – да продължи образованието си в една от Духовните академии на Руската православна църква, са осуетени от избухването на Октомврийската революция. В крайна сметка започва да учи в Филологическия факултет на Университета в Тбилиси. Издържа се със заплатата си на учител в едно от околните села. През 1919 се налага да прекъсне следването си, за да отбие двегодишна военна служба. През това време воюва в отбранителната война в защита на Демократична република Грузия от агресията на Съветския съюз.
След поражението на Грузия отец Самсонидзе-Кекелидзе помага на Перадзе да се укрие, като в периода април – септември 1921 г. Го настанява в село Манави, където бъдещият духовник отново работи като учител. След това има възможност да продължи следването си. През 1921 благодарение на усилията на отец Самсонидзе-Кекелидзе, Грузинската православна църква го изпраща да следва в Берлин, като му признава допълнителна стипендия. Грузинските йерарси, виждайки изключително тежкото положение на грузинската църква, резултата от преследването, извършвано от болшевишките власти, искат да изпратят в чужбина с подобни цели и други представители на младото поколение свещеници.

## В Западна Европа

### Следване в Германия
През 1921 грузинската Църква изпраща Григорий Перадзе да следва теология в Берлин. Грузинският патриарх Амбрози му дава препоръчано писмо до д-р Йоханес Лепсиус, ръководещ християнската организация Orient Mission, който го подкрепя в първоначалните етапи на обучението. За пет месеца Перадзе научава немски език на ниво, което му позволява да следва, тъй като лекциите по теология са на немски. Знае също църковнославянски, руски, иврит и гръцки. От май 1922 е студент в Берлинския университет. Има познания по сирийски, арменски, арабски, коптски. По своя инициатива изучава и френски, латински и английски. В този период интересите му в областта на теологията се концентрират около патрологията, която става основна област на неговите изследвания. През 1925 става магистър по теология.

### Научна дейност
През май 1925 се премества в университета в Бон, където продължава обучението си по източни езици и следва история на религията. През 1926 получава титлата доктор по философия. В същата година публикува разработката си История на грузинското монашество от началото му до 1064 г. Принос към историята на източното монашество. След като напуска Германия, той започва изследователска работа под ръководството на отец Петерс в боландистката библиотека в Брюксел. Посещава и лекции в Католическия университет в Льовен. Изучава ѝ грузински ръкописи в Британския музей в Лондон и в Бодлиевата библиотека в Оксфорд.
Перадзе неколкократно иска да се върне в Грузия да бъде ръкоположен там за свещеник. Но молбите да му бъде разрешено връщане, подадени в консулствата на СССР през 1921 и 1926 г., са отхвърлени.През 1927 г. започва работа в университета в Бон, първоначално като преподавател по арменски и грузински езици, а след това като частен доцент в същия университет. Трудовете, които публикува, му създават името на един от най-добрите познавачи на историята на близкоизточното християнство. Участва в конференции в Бон и Виена, посветени на проблеми на ориенталистиката. През 1927 г. участва в конференцията на комисията „Вяра и система“ в Лозана като един от представителите на Грузинската православна църква, като по този начин става участник в началото на икуменическото движение. През 1930 г. той се премества за кратко в Грац, за да изучава грузински ръкописи.

### Ръкополагане за свещеник
Успоредно с научната си дейност, Перадзе поддържа връзка с грузинските емигранти в Европа. През 1929 г. става един от съоснователите на етническата грузинска енория Св. Нино в Париж под юрисдикцията на Константинополската патриаршия. По това време това е единственият грузиноезичен духовен център извън Грузия. Първоначално енорията няма постоянен енорийски свещеник, тъй като Перадзе, желаейки да се съсредоточи върху научната работа, отказва да бъде ръкоположен за свещеник. Докато обмисля да промени решението си, се разболява сериозно. Намирайки се срещу лицето на смъртта той явно е получил видение, което предопределя по-нататъшната му дейност.
На 18 април 1931 дава монашески обет в катедралата св. София в Лондон. На следващия ден е ръкоположен за дякон, а на 25 май в катедралата Св. Стефан в Париж става йеромонах, като запазва дотогавашното си име. Той направи това въпреки молбите на майка си, която смята, че ръкополагането му окончателно ще му попречи да се завърне в Грузия, и въпреки че е получил предложение за научна работа в университета в Ленинград. Като духовник, той става свещеник на енория Св. Нино, където на 31 май 1931 за пръв път отслужва света литургия. Планира да превърне енорията в културен и интелектуален център на грузинската емиграция, поради което ограничава научната си дейност само, изнасяйки рядко лекции в Париж и Оксфорд, а като гост в Дъблин и през 1933 г. в Краков, където по време на през престоя си каталогизира грузински ръкописи в колекцията на библиотеката на Чарториски.
На 5 януари 1934 г. той е удостоен със званието архимандрит за духовната му опека над грузинската емиграция

## Дейност в Полша
През 1933 г. митрополитът на Варшава и на цяла Полша Дионисий (Валедински), който се запознава с архимандрит Григорий по време на конференция в Лозана, го кани във Варшава, за да започне научна дейност в Православния богословски факултет на Варшавския университет като заместник-професор по патрология. При това митрополит Дионисий му гарантира, че ще има възможността едновременно с това да изпълнява и задълженията си на свещеник в енория св. Нино и ще остане част от състава на духовенството на Константинополската патриаршия. Архимандритът изразява съгласие и на 7 декември 1933 изнася лекция на тема „Понятията, методите и задачите на патрологията в православното богословие“, с което слага начало на работата си във Варшавския университет.
По време на работа та си в Полша архимандритът, наред с останалото, превежда неизвестно апокрифно евангелие с монофизитичен произход, документи, свързани с откриването на Синайския кодекс и писмото на Дионисий Ареопагит. През следващите години Григорий Перадзе прави много научни пътувания, вкл. до Светите земи, Сирия, Гърция, България, Румъния, Австрия и Италия. През 1935 пребивава на Атон. Плод на пътуванията му е откриването на грузински палимпсести от 6-7-ми век (в Светите земи през 1936 г.) и на гръцки текст на житията на светите вилнюски мъченици (на Атон). Прави научни изследвания и в манастирските библиотеки на Полската православна автокефална църква. Полага грижи за Богословския кръг на студентите теолози и подпомага материално най-бедните сред тях. Според спомените на отец Миколай Ленчевски, неговите лекции се радват на голяма популярност.
Митрополит Дионисий (Валедински) два пъти прави постъпления пред властите на университета на Григорий да бъде присъдена титлата професор, но без успех. Според Ярослав Харкевич Алла Мартенчик това е резултат от нежеланието на полските власти да съдействат за развитието на научните изследвания в областта на православната теология в Полша. Сътрудничи си с Комисията по ориенталистика на Варшавското научно дружество и с Полската библиотека на отците на църквата, за която подготвя материали, свързани с мъченици. Участва в живота на Група грузинци, живеещи във Варшава. През 1937 публикува биография на Шота Руставели. Общо в рамките на академичната си работа публикува около 70 научни публикации. Общата библиография на неговите текстове и техните преводи включва 119 единици позиции.

## Втора световна война
След избухването на Втората световна война има възможността като лице, което не е полски гражданин, да напусне Варшава, но не се възползва от нея. Отказва и предложената му възможност да чете лекции в университета в Берлин. Той си изкарва прехраната като преводач, поддържа връзка и с митрополит Дионисий (Валедински), интерниран в Отвоцк.
Поради враждебното отношение на архимандрита към хитлеристите през януари 1941 Кавказкият комитет прави донос срещу него, обвинявайки го, че преди войната е бил сътрудник на полското разузнаване. След проверка на доноса, информацията в него е обявена за невярна. На 5 май 1942 е арестуван от Гестапо и изпратен в затвора Павяк. През октомври той е преместен от килията в мазето на затвора в работното отделение. По спомени на затворниците в Павяк той е работил като преводач. В средата на ноември е преместен в концентрационния лагер Аушвиц-Биркенау. Причина за арестуването му вероятно е донос от страна на пронемски настроени грузинци, в който е обвинен в шпионаж за Великобритания. Съществува обаче и друга теза, според която причина да бъде задържан е дейността му сред войниците от Източните легиони.

### Смърт
Няма никаква информация за това каква е била съдбата на архимандрита в концентрационния лагер. По различен начин се описват и обстоятелствата около неговата смърт, настъпила на 6 декември 1942. Според една от версиите е бил изведен на студа заедно с други затворници, като пазачите им заявяват, че няма да им разрешат да се върнат в сградите, докато този, който малко по-рано е откраднал хляб, не си признае. Тогава Григорий излиза напред пред редиците. Хитлеристите пускат срещу него кучетата, поливат го с бензин и го подпалват. Според друга версия архимандритът доброволно се явил за изгаряне в газовите камери, вместо друг затворник, за когото знаел, че е баща на семейство.
На 11 декември 1942 приятелят на убития, дякон Йежи Беркман-Каренин, получава от лагера в Аушвиц телеграма, с която го информират за смъртта на архимандрита. Варшавската православна митрополия безуспешно се обръща към коменданта на лагера с молба да получи урна с праха му.

## Канонизация и увековечаване на паметта
Според спомените на свещеник Хенрик Папроцки, през 1977 свещеник Елиаш Мелия, енорийски свещеник на Св. Нино в Париж, се обръща към него с молба да събере всички материали относно дейността на Григорий в Полша, както и всичко свързано с обстоятелствата около неговата смърт. Първият резултат от тези издирвания е публикуването на пълната библиография на трудовете на монаха на полски и на други езици. Отец Папроцки продължава да работи върху материалите, свързани с архимандрита, като работи в архивите на университета в Бон и православната митрополия във Варшава. Среща се с хора, които са познавали свещеника преди Втората световна война. Резултат от неговия труд е биографична статия в списание Revue des Études Géorgiennes et Caucasiennes.
На 6 декември 1987 се провежда първата научна конференция, посветена на живота на духовника. По този повод във Варшава пристига грузинският режисьор Рева Табукашвили (Резо), който планира да заснеме документален филм на тази тема. Събира значително количество материали, особено свързани с обстоятелствата около арестуването и пребиваването на духовника в концлагер. До реализация на филма не се стига обаче, поради смъртта на Тебукашвили. На конференцията през 1987 като представител на Грузинската православна църква присъства и Зураб Чавчавадзе. Той прави независими изследвания върху биографията на архимандрит Григорий, а при завръщането си в Грузия, занася там фотокопие на неговите публикации, както и документи, свързани с личността на духовника.
На 19 септември 1995 архимандрит Григорий е канонизиран от грузинската православна църква, оглавявана от патриарх Елиаш II. Той е почитан и като светец монах-мъченик в Полската автокефална православна църква. През 1998 г. е основано Братството на Св. Григорий Перадзе, ръководено от отец Хенрик Папроцки, който е и автор и на житието му.
Григорий Перадзе е патрон на Съюза на медицинската полония в Грузия. От 2002 в Тбилиси има университет, носещ неговото име. През 1996 е заснет документален филм за него, чиито автори са Тамара Диларидзе и Йежи Лубаха. Филмът носи заглавието „В търсене на белия ангел“. През 2003 Йежи Лубах създава още един филм „Светият професор“.
През 2006 във Варшава на ул. „Вилча“ е открит православен параклис, носещ неговото име. През 2011 параклисът е преместен в сградата на Музея на иконите на ул. „Лелеховска“ 5.
През 2010 Центъра за източноевропейски изследвания към Варшавския университет започва да издава събраните произведения на свети Григорий. В първия том излизат автобиографични текстове, както и трудове, посветени на литургичността и на историята на грузинското монашество. Във втория том ще бъдат публикувани патрологични исторически текстове, в третия – дневникът на автора и литературни текстове, в четвъртия – ювенилия, а в последния – текстове, написани на немски език. Томовете ще бъдат издадени в рамките на пет години под патронажа на ректора на Варшавския университет.
Името му може да бъде видяно върху паметната плоча, посветена на геройски загиналите представители на Варшавския университет, намиращата се върху сградата на Историческия институт на Варшавския университет, както и на паметната плоча, увековечаваща паметта на загиналите духовници на Полската автокефална православна църква на сградата на църквата „Св. Ян Климак“ във Варшава.
През октомври 2013 президентът Михаил Саакашвили го удостоява посмъртно с ордена Национален герой на Грузия.

## Избрани публикации
Пълна библиография на трудовете му: Henryk Paprocki, Bibliografia prac o. Grzegorza Peradze, „Pro Georgia. Journal of Kartvelological Studies“, 13 (2006), s. 199 – 210.
- Akty męczenników, Warszawa 1934
- Die altchristliche Literatur in der georgischen Überlieferung (Fortsetzung und Schluss), Leipzig: O. Harrassowitz, 1932
- Dokumenty dotyczące zagadnień odnalezienia i tekstu kodeksu synajskiego, Warszawa 1934
- Im Dienste der georgischen Kultur (1926 – 1940), 1940
- List apokryficzny Dionizego Areopagity do biskupa efeskiego Tymoteusza o męczeńskiej śmierci apostołów Piotra i Pawła, Warszawa: „Elpis“ 1937.
- Nieznana Ewangelja apokryficzna pochodząca z kół monofizyckich, Warszawa: Wyd. „Elpis“ 1935
- Pojęcie, zadania i metody patrologji w teologji prawosławnej, Warszawa: Wyd. „Elpis“ 1934
- św. Grzegorz Peradze, O monastycyzmie gruzińskim. O liturgii gruzińskiej, Warszawa: Studium Europy Wschodniej. Wydział Orientalistyczny Uniwersytetu Warszawskiego 2010. Dzieła zebrane, t. 1.
- św. Grzegorz Peradze, O patrologii, o historii Kościoła, pod red. Henryka Paprockiego, Warszawa: Studium Europy Wschodniej. Wydział Orientalistyczny Uniwersytetu Warszawskiego 2011. Dzieła zebrane, t. 2.
- św. Grzegorz Peradze, Dzienniki, kazania, pod red. Henryka Paprockiego, Warszawa : Studium Europy Wschodniej. Wydział Orientalistyczny Uniwersytetu Warszawskiego 2012. Dzieła zebrane, t. 3.
- Bermonazvnobis ist'oriisatvis Sakartveghoshi kartuli ek'lesiis udzvelesi ist'oria = history of monasticism in Georgia : early history of the Georgian Church, bamosac'emad moamzada, śesavali cerilida damatebit'i śeniśvnebi daźrt'o Davit' Qolbaiam, Warsaw: Centre for East European Studies Faculty of Oriental Studies University of Warsaw 2012